# Stefan Wilkanowicz
Stefan Mieczysław Wilkanowicz (ur. 3 stycznia 1924 w Młocinach, zm. 9 lipca 2022 w Krakowie) – polski publicysta, dziennikarz, działacz katolicki.

## Życiorys
Z wykształcenia był inżynierem (absolwentem Politechniki Warszawskiej) i filozofem (studia z tej dziedziny ukończył na Katolickim Uniwersytecie Lubelskim). Początkowo pracował w zakładach mechanicznych Ursusa. W latach 1956–1957 brał udział w zakładaniu Klubu Inteligencji Katolickiej w Warszawie i Krakowie. Od 1957 pracował w „Znaku” i „Tygodniku Powszechnym”. W latach 1978–1994 był redaktorem naczelnym miesięcznika „Znak”.
W latach 1972–1979 przewodniczył komisji apostolstwa świeckich w ramach duszpasterskiego synodu archidiecezji krakowskiej, w okresie 1977–1988 był członkiem Papieskiej Rady do spraw Świeckich. Podczas wydarzeń sierpniowych w 1980 przyłączył się do skierowanego do władz komunistycznych apelu 64 naukowców, literatów i publicystów o podjęcie dialogu ze strajkującymi robotnikami. W 1993 objął funkcję wiceprzewodniczącego Krajowej Rady Katolików Świeckich.
Był także wiceprzewodniczącym Międzynarodowej Rady Oświęcimskiej i przewodniczącym jej komisji edukacyjnej, przewodniczącym rady Międzynarodowego Centrum Edukacji o Auschwitz i Holokauście. W 1999 powołany na wiceprzewodniczącego Polskiego Komitetu do spraw UNESCO. Był też przewodniczącym zarządu Fundacji Kultury Chrześcijańskiej „Znak”. Redagował serwis internetowy „Forum Żydzi – Chrześcijanie – Muzułmanie”.
Był autorem kilku książek o tematyce chrześcijańskiej oraz licznych artykułów w różnych periodykach. Był również autorem tekstu, na podstawie którego Tadeusz Mazowiecki opracował preambułę do Konstytucji RP z 1997.
Jego żoną była Maria Teresa Trân Thi Lāi-Wilkanowicz. Pochowany na tynieckim cmentarzu parafialnym.

## Odznaczenia i wyróżnienia
Odznaczony Krzyżem Oficerskim (2006) i Krzyżem Komandorskim (2012) Orderu Odrodzenia Polski. Był kawalerem Orderu Świętego Sylwestra. W 2004 uhonorowany Nagrodą „Ślad” im. bp. Jana Chrapka.